# Петрово (Сернурський район)
Петро́во (рос. Петрово, марій. Желонкино) — присілок у складі Сернурського району Марій Ел, Росія. Входить до складу Марісолинського сільського поселення.

## Населення
Населення — 40 осіб (2010; 51 у 2002).
Національний склад (станом на 2002 рік):
- марі — 76 %